# 공동정범 (영화)
"공동정범"은 김일란과 이혁상이 감독하고 2018년에 개봉한 다큐멘터리 영화이다.
원래 "두 개의 문"의 후속작으로 기획되어 망루 안의 진실을 더욱 철저히 파헤칠 계획이었지만, 철거민들의 왜곡된 기억과 망가진 감정을 목격하고는 방향을 바꾸었다.

## 줄거리
2015년 10월, 경찰관을 죽였다는 이유로 억울하게 수감되었던 철거민들이 6년 전 용산참사 이후 처음으로 한자리에 모였다. 부당한 재개발 정책에 맞서 함께 망루에 올랐고, 농성 25시간 만에 자행된 경찰특공대의 폭력 진압에 저항했던 그들. 그 과정에서 발생한 원인 모를 화재로 동료들은 죽고, 남은 그들은 범죄자가 되었다. 반가움도 잠시, 오랜만에 만난 '동지들'은 서로를 탓하며 잔인한 말들을 쏟아낸다.

## 수상
| 연도 | 상                    | 부문       | 후보 | 결과 | 참고 |
| ---- | --------------------- | ---------- | ---- | ---- | ---- |
| 2016 | 제42회 서울독립영화제 | 우수작품상 |      | 수상 |      |
| 2016 | 제42회 서울독립영화제 | 독불장군상 |      | 수상 |      |
| 2019 | 제6회 들꽃영화상      | 대상       |      | 수상 |      |

## 같이 보기
- 두 개의 문